# Krisiun
I Krisiun sono un gruppo musicale brasiliano formatosi nel 1990 a Porto Alegre, Rio Grande do Sul.

## Storia
I Krisiun furono formati dai fratelli Alex Kolesne, Max Kolesne e Alex Camargo nei primi anni novanta.
La band è pesantemente influenzata da gruppi come Morbid Angel e Slayer. Hanno realizzato due demo per poi spostarsi a São Paulo. Cominciano a riscuote una certa notorietà con l'EP Unmerciful Order, consacrata dalla pubblicazione del loro primo album, Black Force Domain, nel 1995.
Il nome deriva dal Mare Crisium, letteralmente "Mare dell'abominio", uno dei crateri della Luna.

## Formazione

### Formazione attuale
- Alex Camargo - basso, voce

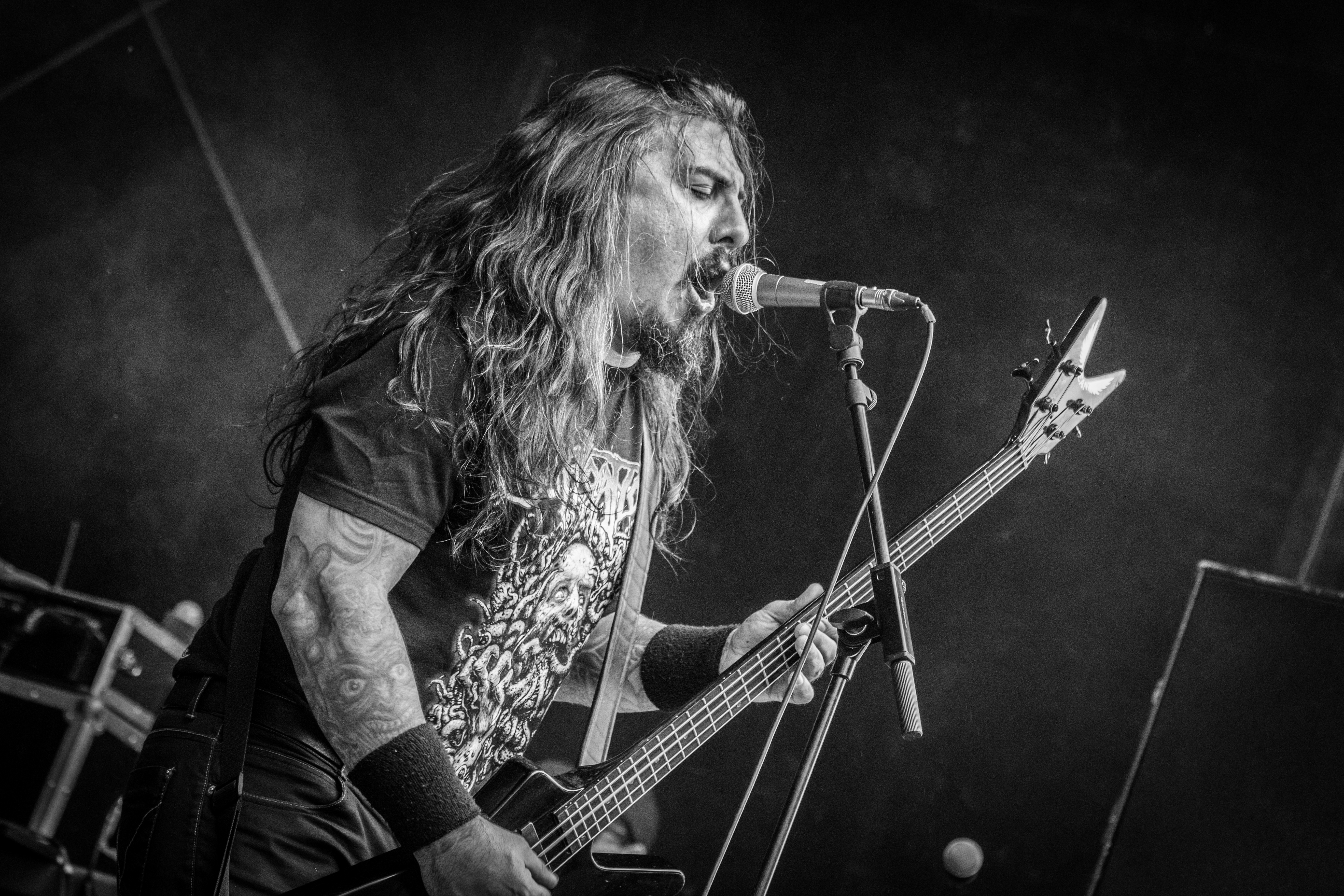
Alex Camargo al Turock Open Air 2016

- Moyses Kolesne - chitarra (1990-presente)
- Max Kolesne - batteria (1990-presente)

### Ex componenti
- Mauricio Nogueira - chitarra (1994)
- Altemir Souza - chitarra (1990-1993)

## Discografia

### Album in studio

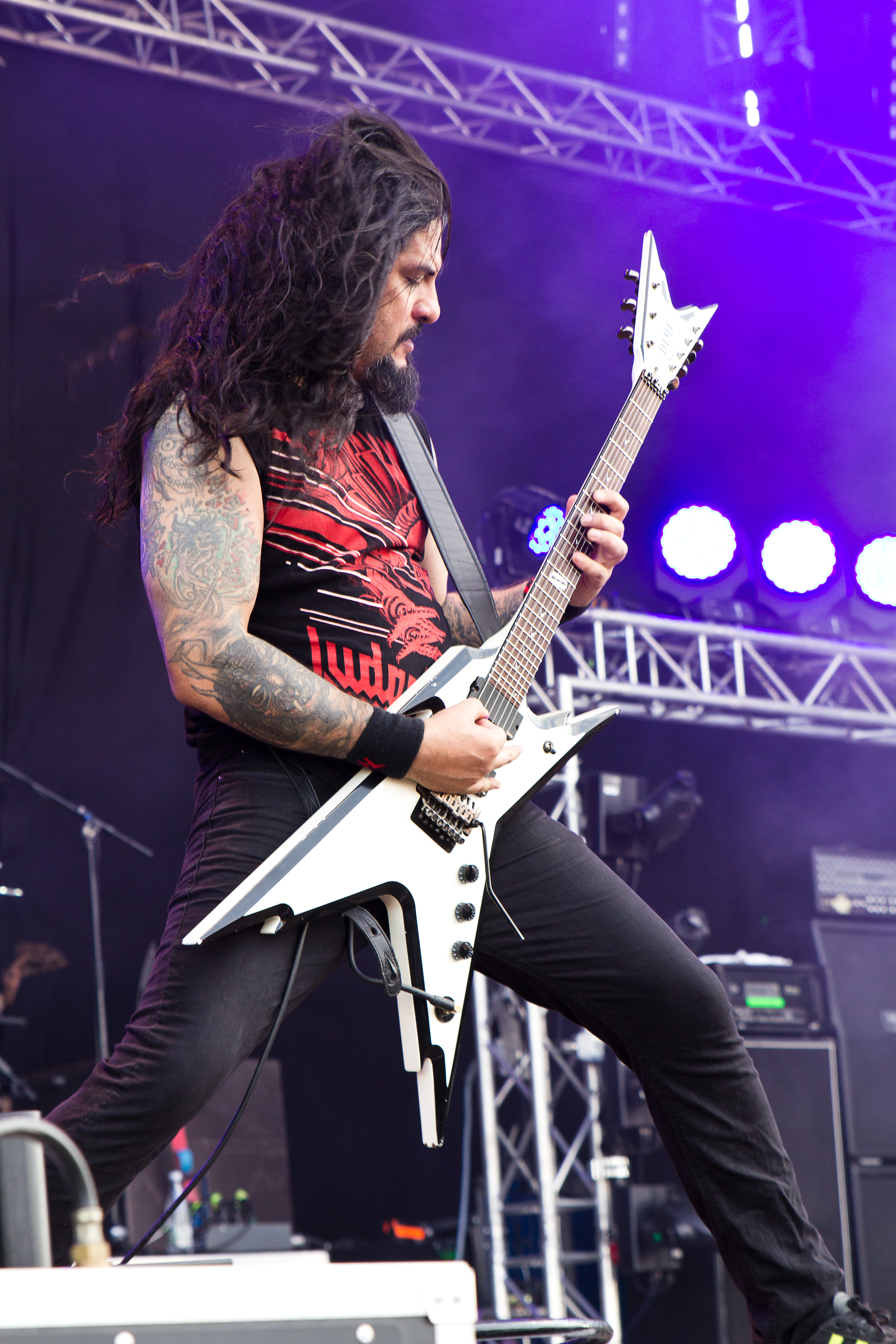
Moyses Kolesne al Party.San Open Air 2015

- 1995 - Black Force Domain
- 1998 - Apocalyptic Revelation
- 2000 - Conquerors of Armageddon
- 2001 - Ageless Venomous
- 2003 - Works of Carnage
- 2006 - AssassiNation
- 2008 - Southern Storm
- 2011 - The Great Execution
- 2015 - Forged in Fury
- 2018 - Scourge of the Enthroned
- 2022 - Mortem Solis

### Album dal vivo
- 2006 - Live Armageddon

### Raccolte
- 2004 - Bloodshed
- 2012 - Arise from Blackness

### Demo
- 1991 - Evil Age
- 1992 - The Plague

### EP
- 1993 - Unmerciful Order

### Split
- 1992 - Curse of the Evil One (con i Violent Hate)
- 1993 - Rises from Black (con gli Harmony Dies)
- 1993 - Evil Age (con gli Harmony Dies)